# Paracoccus burnerae
Paracoccus burnerae är en insektsart som först beskrevs av Charles Kimberlin Brain 1915.  Paracoccus burnerae ingår i släktet Paracoccus och familjen ullsköldlöss. Inga underarter finns listade i Catalogue of Life.